# لیکوآلا داسیانتا
لیکوآلا داسیانتا(نام علمی: Licuala dasyantha) نام یک گونه از تیره نخل است.